# Alfreda Markowska

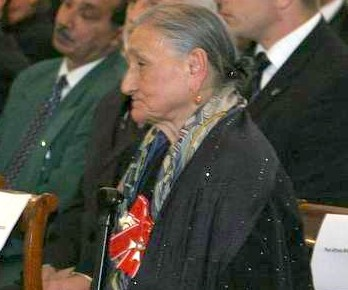
Alfreda Markowska na ceremonii odznaczenia Orderem Odrodzenia Polski (2006)

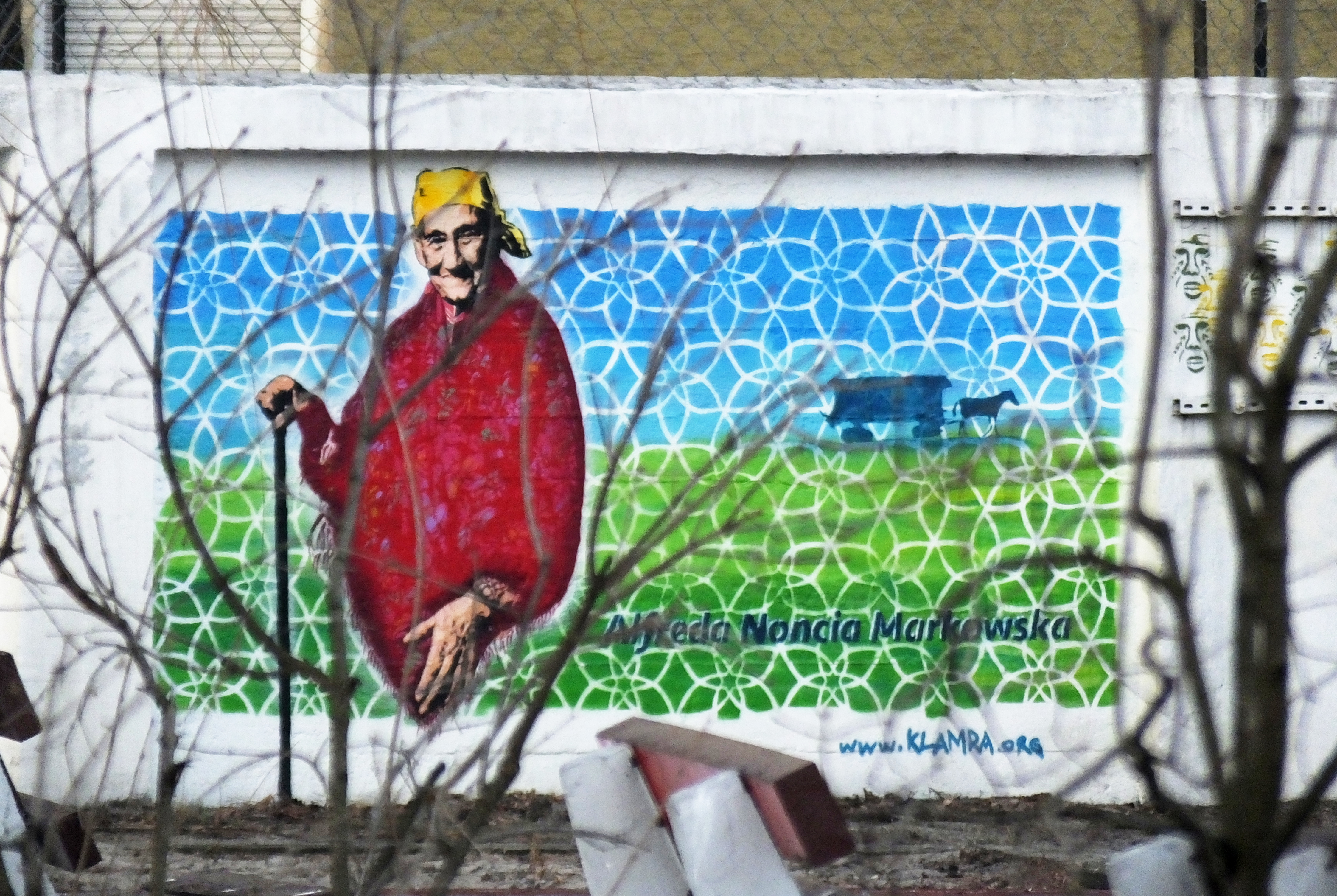
Mural na ogrodzeniu Społecznego Gimnazjum Raszyńska w Warszawie

Alfreda Noncia Markowska, „Babcia Noncia”, w jęz. romskim „Bibi Nonća” (ur. 10 maja 1926 w okolicach Stanisławowa, zm. 30 stycznia 2021 w Gorzowie Wielkopolskim) – polska Romni. W czasie II wojny światowej ocaliła około pięćdziesięcioro dzieci romskich i żydowskich, w tym romskiego poetę Karola Parno Gierlińskiego oraz rodziców Romana Chojnackiego. Nazywana „romską Sendlerową”, uznawana za pierwszą osobę narodowości romskiej odznaczoną Orderem Odrodzenia Polski.

## Życiorys
Córka Jana i Adeli Chojnackich, urodziła się w 1926 w wędrownym cygańskim taborze w okolicach Stanisławowa. Ojciec trudnił się hodowlą i handlem końmi, matka zajmowała się wróżeniem i wychowaniem dzieci. Mając około piętnastu lat, została żoną Jana Markowskiego, zwanego Guciem.
Początek wojny w 1939 zastał ją we Lwowie. Tabor przemieścił się na tereny zajęte przez Niemców. W 1941 w okolicach Białej Podlaskiej Niemcy wymordowali cały składający się z ponad 80 osób tabor, w tym jej rodziców i rodzeństwo. Alfredzie Markowskiej udało się przeżyć, gdyż w dniu masakry wędrowała po okolicznych wioskach w celu zdobycia żywności za wróżenie. Została uratowana przez miejscową chłopkę, która ostrzegła ją i ukryła w szopie. Po masakrze przedostała się, wędrując lasami do Rozwadowa, ważnego ówcześnie węzła kolejowego, gdzie znajdowało się obozowisko dla Romów zmuszonych do przymusowej pracy przy kolei. Wkrótce Alfreda Markowska i jej mąż (który wcześniej udał się do krewnych do Rozwadowa) zostali osadzeni w getcie lubelskim, następnie byli przewożeni do Łodzi i Bełżca, skąd uciekli, po czym powrócili do Rozwadowa. Została wówczas zatrudniona na kolei, uzyskując kennkartę i zaświadczenie o pracy przydatnej dla III Rzeszy, chroniące ją i męża przed łapankami.
W Rozwadowie zatrzymywały się pociągi wiozące ludzi do niemieckich obozów zagłady Auschwitz-Birkenau i w Bełżcu, wtedy robotnicy musieli usuwać zwłoki zmarłych z wagonów, a pozostałym przy życiu więźniom wolno było podać trochę wody. Przy tej okazji Alfredzie Markowskiej udawało się ukradkiem wyciągać małe dzieci z pociągów, w tym trzyletniego Karola Parno, podanego jej przez matkę. Alfreda Markowska była przekonana, że sama nie przeżyje wojny, więc odważnie zajęła się ratowaniem dzieci romskich i żydowskich z transportów do obozów, z miejsc pogromów Romów i Żydów, a także z pacyfikowanych polskich wsi. Kiedy słyszała o lokalnych egzekucjach, wędrowała tam i szukała ukrytych dzieci, którym udało się przeżyć. Pozyskiwała dla nich kryjówki, uzyskiwała dla nich fałszywe dokumenty, oddawała je odnalezionym krewnym lub do rodzin zastępczych, ukrywała je w nawet w obozowisku rozwadowskim, w tym między własnymi dziećmi. Szacuje się (na podstawie wspomnień uratowanych, do których udało się dotrzeć), że dzięki jej działalności uratowano co najmniej pięćdziesięcioro dzieci (jako osoba niepiśmienna sama nie mogła prowadzić zapisków na temat ocalonych dzieci).
Karol Parno wspominał, że Alfreda Markowska zawsze sama wychowywała także kilkoro uratowanych dzieci, aby je utrzymać i wykarmić, pracowała, wróżyła i żebrała. Miała sześcioro rodzonych dzieci – pięć córek oraz syna. Kiedy w 1944 Armia Czerwona zaczęła wyzwalać okolice Lubelszczyzny, rozeszła się informacja, że młodych Romów przymusowo wciela się do tego wojska. Alfreda Markowska postanowiła zatem uciec na zachód z mężem oraz wszystkimi dziećmi pozostającymi pod jej opieką. Stworzyła własny tabor, po czym podążyła najpierw w okolice Legnicy, a następnie w okolice Gdańska. Podczas podróży przygarniała i karmiła także osierocone błąkające się po lasach niemieckie dzieci. Po wojnie mieszkała kilka lat w Gdańsku, później romska babka Karola Parno ściągnęła ją z taborem w okolice Poznania. Jan Markowski wyuczył się od swego brata fachu kotlarza i utrzymywał w ten sposób rodzinę, Alfreda Markowska od czasu do czasu wróżyła oraz zajmowała się sprzedażą materiałów i odzieży w wioskach. Tabor wędrował po Wielkopolsce aż do 1964, kiedy to władze komunistyczne ogłosiły program dobrowolnego lub przymusowego osiedlania Romów. Rodzina zamieszkała na nabytej nieruchomości w Przeźmierowie pod Poznaniem. Jan Markowski pracował, cynując kotły dla okolicznej mleczarni. Na skutek złych warunków pracy zmagał się z chorobą płuc, na skutek której zmarł w 1978. Po jego śmierci Alfreda Markowska przeniosła się do swoich dzieci w Gorzowie Wielkopolskim. Borykała się z trudnymi warunkami materialnymi, utrzymując się z niewielkiej renty, nigdy nie otrzymała odszkodowania za przymusową pracę podczas wojny. Chorowała m.in. na cukrzycę i miażdżycę, jednak nadal uczestniczyła w życiu kulturalnym gorzowskich Romów. W 2007 odsłoniła pomnik poetki romskiej Papuszy, która swego czasu mieszkała blisko niej w Gorzowie Wielkopolskim. Zmarła 30 stycznia 2021.

## Odznaczenia i upamiętnienie
Karol Parno Gierliński, Leszek Bończuk, Edward Dębicki oraz Andrzej Grzymała-Kazłowski zadbali o to, aby Alfreda Markowska została wyróżniona za swoje bohaterstwo. Ostatni z nich, pracując jako ekspert do spraw romskich w Wydziale Mniejszości Narodowych i Etnicznych Ministerstwa Spraw Wewnętrznych i Administracji, przygotował odpowiednią dokumentację. 2 października 2006, za bohaterstwo i niezwykłą odwagę, za szczególne zasługi w ratowaniu życia ludzkiego, prezydent Lech Kaczyński odznaczył ją Krzyżem Komandorskim z Gwiazdą Orderu Odrodzenia Polski. Alfredzie Markowskiej został poświęcony film dokumentalny Puri Daj w reżyserii Agnieszki Arnold. Jej biografię pod tytułem Na dzia doj Romnije opracowała gorzowianka Halina Elżbieta Daszkiewicz. Znalazła się wśród osób sfotografowanych przez Chada Evansa Wyatta w ramach projektu Romarising. Została też patronką rodzinnej restauracji w Gorzowie Wielkopolskim nazwanej „U babci Nonci”.